# BEHER
BEHER (Bernardo Hernández) – hiszpańska fabryka produkująca szynki. Umiejscowiona jest w D.O. Jamón de Guijuelo, w Guijuelo (Salamanca). Jest to firma rodzinna, prowadzona aktualnie przez trzecie pokolenie jej założycieli z 1930 roku i obecnie jest jedną z 300 największych firm w regionie Kastylia i León.
W latach 2001 i 2004 uzyskała wyróżnienie „Najlepsza firma międzynarodowa” na targach mięsnych IFFA Delicat we Frankfurcie, najważniejszych międzynarodowych targach mięsnych. Wśród jej produktów wyróżnia się „Bellota Oro”, który w latach 2007 i 2010 został uznany na wspomnianych targach za „najlepszą szynkę na świecie”.

## Historia
Firmę BEHER założył na początku lat 30. Bernardo Hernández Blázquez. W latach 70. firmę przejął jego syn Bernardo Hernández García i rozpoczął hodowlę świń iberyjskich. Firma eksportuje swoje produkty do ponad 30 krajów ze wszystkich kontynentów, wśród nich są m.in. Hongkong, Korea Południowa, Japonia, Australia, Brazylia, Rosja i cała Unia Europejska.

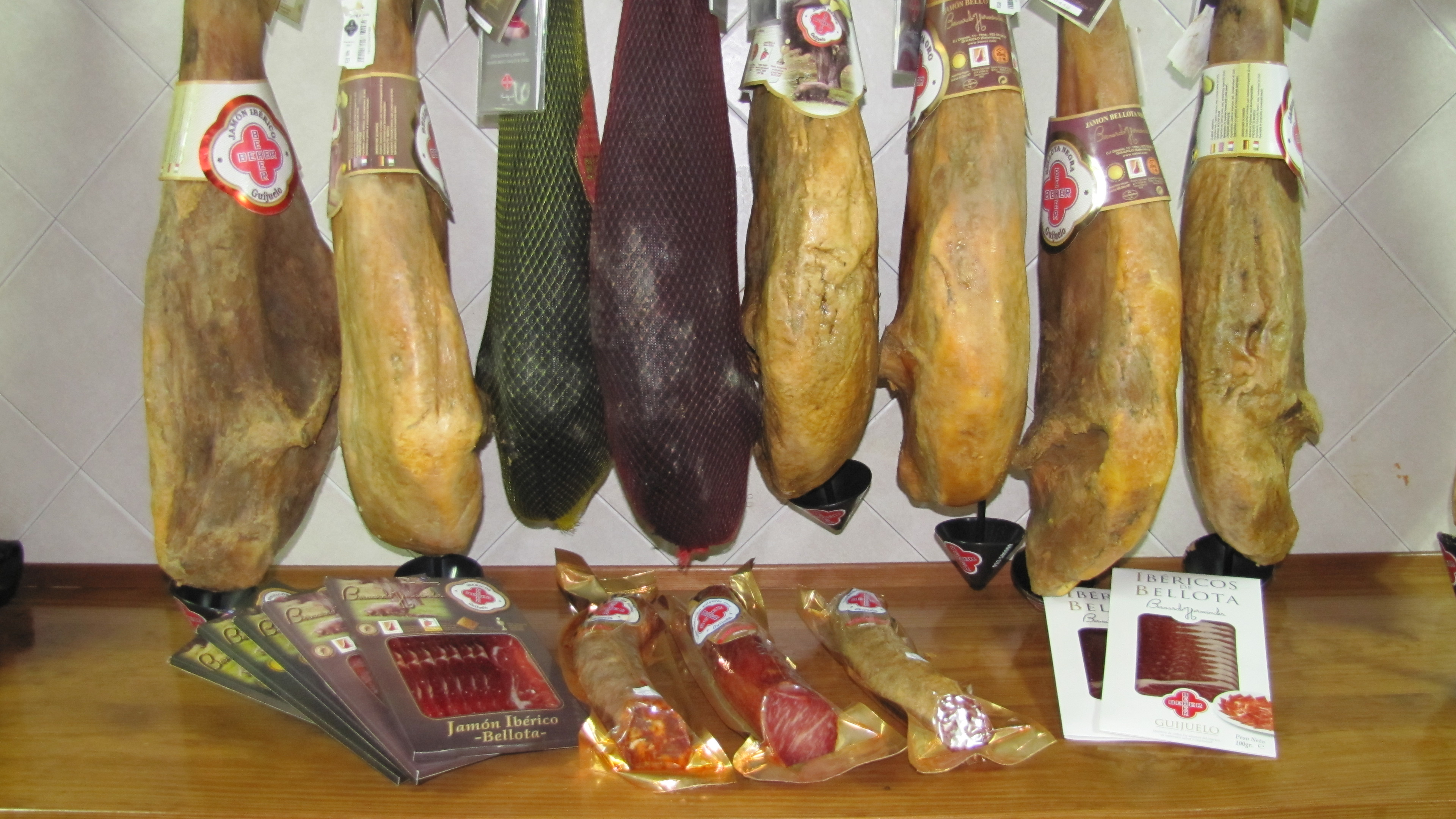
Szynki i wędliny ze świń karmionych żołędziami z D.O. Jamón de Guijuelo, BEHER

### Linie produktów
- Złota etykieta: szynka i łopatka ze świń rasy iberyjskiej karmionych żołędziami.
- Czarna etykieta: szynka ze świń rasy iberyjskiej karmionych żołędziami.
- Czerwona etykieta: szynka i łopatka ze świń rasy iberyjskiej karmionych żołędziami.
- Wędliny w plastrach: krojone przez Anselmo Péreza, aktualnego mistrza Hiszpanii w krojeniu szynki.

## Nagrody

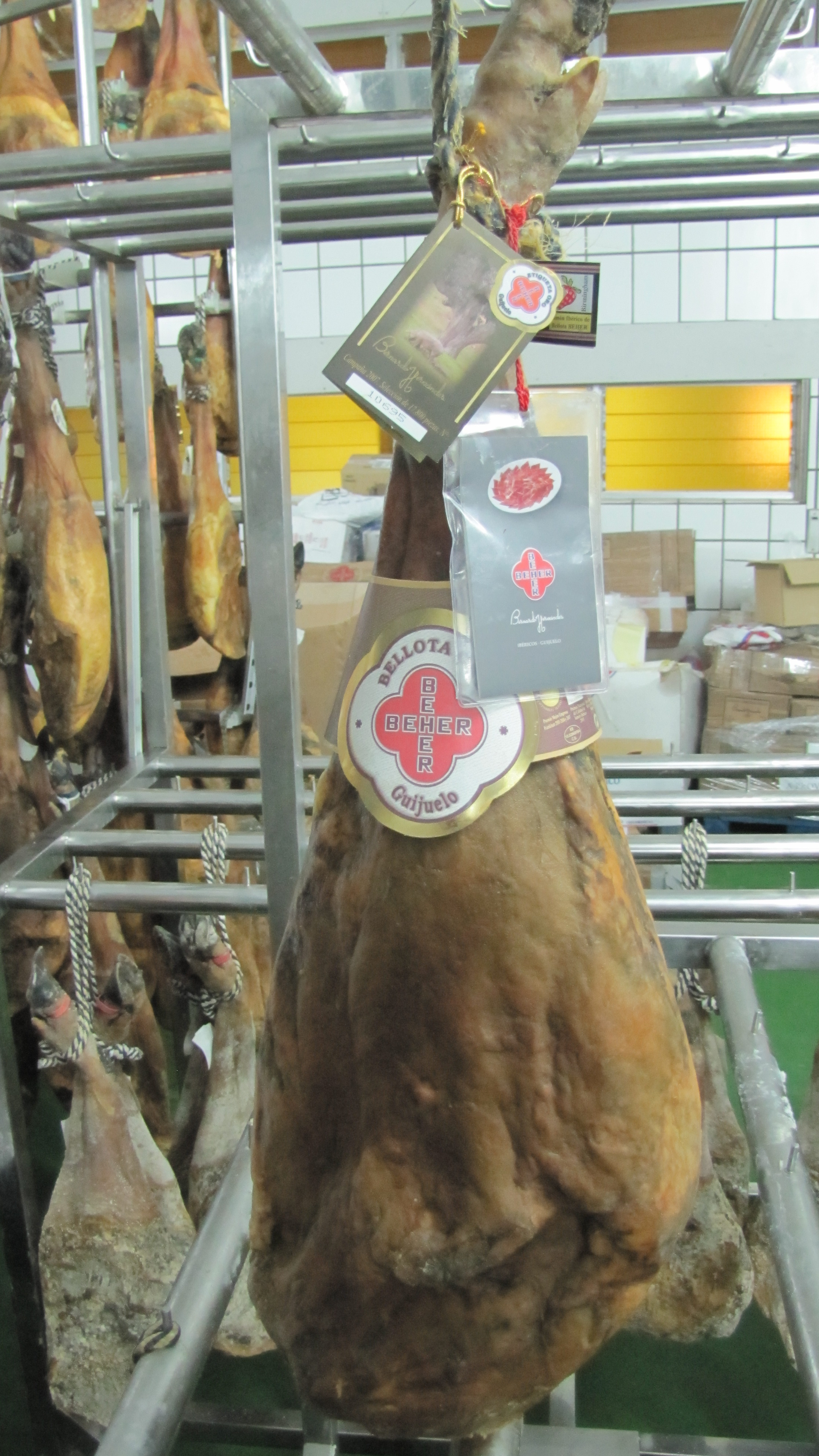
BEHER „Bellota Oro” został uznany za „Najlepszą szynkę świata” na targach IFFA Delicat w latach 2007 i 2010

Wśród najważniejszych nagród międzynarodowych można wymienić:
- Targi mięsne we Frankfurcie – IFFA Delicat (Niemcy)[6]:
  - 1995: 5 złotych medali.
  - 2001: 10 złotych medali i Nagroda Honorowa „Najlepsza firma zagraniczna”.
  - 2004: 13 złotych medali i Nagroda Honorowa „Najlepsza firma zagraniczna”.
  - 2007: Wielka Nagroda Specjalna w kategorii szynek, 14 złotych medali, i Nagroda honorowa w kategorii wędlin.
  - 2010: Wielka Nagroda Specjalna w kategorii szynek, 16 złotych medali.
  - 2013: Wielka Nagroda Specjalna w kategorii szynek, 22 złotych medali.
  - 2016: Honorowa Nagroda dla najlepszej firmy, specjalna nagroda międzynarodowa dla produktu o najwyższej jakości w kategorii szynek, 20 złotych medali.
- Food & Drink Expo (Birmingham):
  - 2006: Nagroda za najlepszy produkt międzynarodowy
- SUFFA (Stuttgart):
  - 2006: 3 złote medale
- Great Taste (Wielka Brytania):
  - 2006: Brązowy Medal
- Salón Nacional del Jamón (SANJA), Teruel (Hiszpania):
  - 2001: Nagroda Narodowa za jakość szynki